# Universally Speaking
Universally Speaking é o quinto single da banda de rock alternativo Red Hot Chili Peppers retirado de seu álbum de 2002 By the Way. É a segunda faixa do álbum e foi lançado exclusivamente no Reino Unido.
O vídeo da canção apresenta Dave Sheridan, que interpreta um taxista que tenta devolver um livro para o vocalista Anthony Kiedis, que o deixou em seu táxi no vídeo de "By the Way". O videoclipe foi dirigido por Dick Rude, que também dirigiu o vídeo de "Catholic School Girls Rule" e do DVD Off the Map.

## Lista de Músicas do Single

### CD single - versão 1 (2003)
1. "Universally Speaking" (Álbum) – 4:18
2. "By the Way" (acustica ao vivo) – 4:59
3. "Don't Forget Me" (ao vivo) – 5:07

### CD single - versão 2 (2003)
1. "Universally Speaking" (Álbum) – 4:20
2. "Slowly Deeply"  – 2:40
3. "Universally Speaking" (Vídeo)

## Paradas musicais
| Gráfico (2003)   | Pico posição |
| ---------------- | ------------ |
| UK Singles Chart | 27           |